# دانشکده دندانپزشکی یزد
دانشکده دندانپزشکی دانشگاه علوم پزشکی یزد یکی از دانشکده‌های دندانپزشکی ایران وابسته به دانشگاه علوم پزشکی شهید صدوقی در یزد است.

## تاریخچه
دانشکده دندانپزشکی یزد در سال ۱۳۷۲ بنیانگذاری شد. هم‌اکنون ریاست این دانشکده را سید حسین رضوی برعهده دارد.